# 高雄市立大仁國民中學
高雄市立大仁國民中學，(英語：Kaohsiung Municipal Taren Junior High School)，簡稱大仁國中，英語縮寫為TJJH，是高雄市的一所國民中學，創立於1970年5月2日，並選定原台灣省立高雄海事專科學校所屬五塊厝校地為本校校址，總面積約一點九公頃，校舍於五十九年五月十二日開工，是有五十餘年悠久歷史的優質學校。

## 歷史
- 自五十七學年度起，九年國教實施，本市依據各地區人口交通狀況，鑑於五塊厝社區發展迅速，必須新設國中一所，乃於五十八學年度即著手籌備，並選定原台灣省立高雄海事專科學校所屬五塊厝校地為本校校址，總面積約一點九公頃，校舍第一期工程，於五十九年五月十二日開工。

- 民國五十九年八月一日本校正式成立，政府派林篤行先生為首任校長，林校長就職後率全體師生含辛茹苦，慘澹經營，五十九學年度有一年級學生九班，暫借本市五福國中教室上課，本校第一期工程(自強大樓 )於六十年元月底完工，六十年二月五日始遷入新校舍。

- 民國六十四年八月一日，本校第二任校長黃華昌先生到職，黃校長到校後，有為有守，團結全校師生，在安定中求進步。

- 民國七十一年二月一日，黃校長屆齡光榮退休，本校第三任校長郭行坊先生到校視事，郭校長到校後，腳踏實地，在本校已有的基礎上力求穩健發展。於任內先後完成有空調設備之校史室兼會議室和視聽教室各一間。七十三年四月至七十四年十二月間分四個階段增建擁有美術、音樂、工藝、體育等各藝能科教室之綜合大樓一棟。

- 民國七十五年一月卅一日郭校長獲准退休，二月一日由第四任校長陳啟庸先生接任。陳校長到任後積極著重於各科軟硬體教學設備之充實，增闢理化和地球科學教室擴充保健室等設備，並整建操場完成二００公尺紅土跑道和三座綜合水泥籃球場，不但師生有良好的體能活動場所，更徹底解決了十餘年來每遇雨天操場即嚴重積水之苦。

- 民國七十七年增設電腦教室，購置電腦廿五部，提升本校資訊教育內涵及行政電腦化，又啟新猶。

- 民國七十七年八月一日陳校長退休，本校第五任校長蔡振麟先生接任，蔡校長以誠懇踏實的精神辦教育，期樹人事業在穩健中進步、發展。當年奉命承辦國教輔導團國中工藝科研習中心，並成立學術性向資賦優異班，合原有普通班、啟智班，以適應學生受教需要。

- 民國七十八年，完成電動不銹鋼校門、整修廁所、增設自來水、修建第二棟教室門窗、台度磨石子、粉刷、外壁貼二丁掛磚，使校舍氣象清新，正逐年努力全面整修舊有校舍，以嘉惠學生。

- 民國七十九年充分運用學校場所，除充實廿三間專科教室設備，使學生有專科精緻學習園地，並運用家長力量、社會資源增設師生研討室、資源教室等，並積極推展綠化美化校園工作。

- 民國八十年整修東棟教室防晒，改善採光、外壁貼磁磚；改善電源工程以維用電安全；改善綜合大樓空調設備，以利團體集會或年級活動，本學年度奉教育局指定成立資源班，可增進學生學習效能。一年級新生奉教育局核准參加「試辦自願就學高級中等學校」方案，可使國中教育五育並重，活潑在校生活，為改善當前國中教育邁向新里程。

- 民國八十二年繼續整建西棟教室、門窗及遮陽設備。更新全校電源設備及教室照明燈具。改善廁所沖水及門窗，完成各棟屋頂防熱防漏設施。更新廣播系統，充實美術、體育、自然學科教室設備，教學效果顯著提升，師生生活環境大獲改進。

- 民國八十三年整建第三棟教室工程，更新全校粉板為磁鐵粉板，改建ｐｕ跑道及球場，本校啟智班教室經充份改善環境幽雃。本年度自願就學試辦畢業生順利分發高中(職 )五專，獲學區家長支持繼續試辦。本年度與高雄工職合作辦理技藝班，三年級男生二十名獲家長同意並依其志願參加汽車修護技藝課程。本年度獲上級指示成立烘焙技藝課程，對特教學生試探其潛能發展才能，預備就業之教育。

- 民國八十四年二月六日，蔡校長榮升市立中山高中校長，由林維綱先生繼任校長。積極推展校務行政並致力於美化校園，重視學生科學與人文教育，並於十二月由家長會支援完成圖書館管理自動化系統。

- 民國八十五年整建第一棟教室及前庭整建修工程使校門全景奐然一新豁然開朗。辦理新建午餐廚房調理設備工程，將原有西棟合作社、開水房、烹飪教室改建為學校午餐廚房。前庭景觀整建改善本校外觀並解決日益嚴重的停車問題並設置導盲磚、殘障停車位、殘障斜坡、客貨兩用電梯和原有之殘障用廁所，使本校無障礙境更臻完備。八十五學年度奉命成立自閉症資源班、資訊教育班各一班。

- 民國八十六年元月開始供應學校午餐，伴隨午餐供應啟用大型RO飲水系統，使本校師生健康更有保障。設置東棟語言教室為多功能語言教室可供語文科及其他相關科目使用。男廁所整修，由一條溝式改為小便斗以改善衛生教育環境。動支局長工程準備金施作午餐廚房噪音擾民問題。五月間教育部專款補助校園安全維護系統，全天全程自動化監控系統使本校師生及校產安全更有保障。六月在家長會全力支援下完成後庭與操場灑水系統，以減輕美化綠化工作負擔。本校致力於展社團活動，使得在本學年度於自然科學、國語文、美術、工藝、體育等對外參加比賽屢獲佳績，且絲竹樂與管樂均獲全國音樂比賽國中組優等及第一名。並於八十六學年度自然科學實驗競賽獲南區三冠王的佳譽。

- 民國八十七年完成綜合大樓整修工程，本校舍整修工作抵定完成。二月間奉命承辦資訊教育軟體教材資源中心承辦家政與生活科技科軟體搜集及傳播工作，由教育部補助經費設置網站機房以利資源中心業務發展。配合八十七學年度資訊課程需要完成校園網路連線作業並完成與中心學校(中正高工)64K專線架設，啟網路教學與運用新頁。四月由於家長會鼎力相助籌款升級民國八十三年間設置之電腦室，並獲上級長官肯定本校的努力特編列電腦教室一間（十二月間完成）助本校資訊教育之推展。六月間獲校園景觀考評列優等，是本校歷年來對美化綠化努力的肯定。直笛比賽獲全國優等獎，為本校全力推展社團活動的光榮事。

- 民國八十七年起，積極發展學生社團活動，除能調劑學生身心外，亦能讓學生習得一技之長，尤其是音樂社團，近幾年來更是大放異彩：國樂團、絲竹樂、直笛社、口琴社、管樂團。年年在音樂比賽中獲得佳績：高市第一名，全國優等。對增進學生的成就感和榮譽心有極大助益。

- 民國九十一年八月一日，林維綱校長榮調鼎金國中，由林翠香校長繼任，更是兢兢業業，在既有的基礎上，更加發揚光大，營造溫馨和樂的校園氣氛，使校園充滿家的感覺。校內環境優雅，教學軟硬體設備充足。唯美中不足者是學校外圍環境及學生通學步道稍嫌雜亂，學校又位於高雄縣市交界處，是高雄市重要門戶，有必要積極改善學生通學步道，符應高雄市社區總體營造之需求，是學校後續努力的方向。林翠香校長以『多元進取 優質生活』的願景，致力實現「沒有教不會的學生、要有溫馨快樂的老師、要有積極經營的團隊、要有安全學習的環境、要有自立自強的畢業生」為辦學理念。於「Grea Teach全國創意教學獎」2004、2005年均獲優異成績。配合九年一貫教育政策九十二、九十三學年度科學園遊會、鄉土教育發表會及舞蹈、國樂、口琴、直笛等社團履傳佳績。民國九十四年(94學年度)依學校發展特色成立藝術才能班(直笛班)。學校注重師生同仁身心健康，鼓勵師生同仁從事正當休閒活動和運動，多次和教師會合辦各式旅遊，並於93學年度起組隊參加全市教師育學生的拔河比賽，成績優異，更配合2009年世運在高雄的活動，本校以拔河及飛盤作為全校運動發展重點項目，計畫於95學年度成立體育班發展拔河、飛盤及棒球等體育項目。

- 民國九十五年八月一日校長劉金松接任後，以「深耕本土放眼全球」，「多元優質創新經營」以專業的、僕人式的領導，用心、誠心為親師生服務，把學生當作自己孩子來指導，將學校同仁視為自己的兄弟姐妹一般，相互關懷，共同努力。營造優質、活力的校園文化，使學生家長充滿信心與放心。

- 民國一零二年一月三十一日，劉金松校長退休。由本校總務主任梁楹佳代理校長。

- 民國一零二年八月一日，由郭虹珠校長接任本校校長，繼續領導學校向前行。

- 民國一零二年八月一日，由方靜慧校長接任本校校長，以培育大器恢弘、仁民愛物領導者（大器仁君)為職志。

### 歷任校長
- 第一任：林篤行（1970年8月1日－1971年7月30日）
- 第二任：黃華昌（1971年8月1日－1982年2月1日）
- 第三任：郭行坊（1982年2月2日－1986年1月31日）
- 第四任：陳啟庸（1986年2月1日－1988年8月1日）
- 第五任：蔡振麟（1988年8月2日－1995年2月6日）
- 第六任：林維綱（1995年2月7日－2002年8月1日）
- 第七任：林翠香（2002年8月2日－2006年8月1日）
- 第八任：劉金松（2006年8月2日－2013年1月31日）
- 第九任（代理校長）：總務主任梁楹佳（2013年2月1日－2013年7月30日）
- 第十任：郭虹珠（2013年8月1日－2019年7月30日）
- 第十一任：方靜慧（2019年8月1日－   迄今     ）

## 特色班級

### 資優班
2005年籌劃成立，2019年（108學年度）走入歷史。

### 音樂班(國樂)
- 1995年9月，在僅僅 7 個有國樂樂器基礎的學生，且樂器不全的情況下，由林維綱校長成立樂隊，並委由國樂團教練張榮欣老師負責指導。
- 1997 年榮獲高雄市音樂比賽絲竹樂室內樂優等第一名與全國音樂比賽絲竹室內樂優等，更是在 2008 年 11 月完成八連霸的佳績。
- 1999年以市賽優等佳績，首度代表高雄市參加全國音樂比賽
- 2001-2006年，連續6年榮獲全國學生音樂比賽B組優等，深獲教育局及各界肯定。
- 2006年（95 學年度）在教育局的肯定下，成立藝術才能班國樂班。
- 2011年在劉金松校長、郭虹珠校長及全體親師生持續努力下，晉升A組。
- 2011年全國音樂比賽南區國中團體A組國樂合奏「特優」
- 2013年全國音樂比賽南區國中團體A組國樂合奏「特優」
- 2014年全國音樂比賽南區國中團體A組國樂合奏、絲竹室內樂合奏「雙特優」
- 2015年全國音樂比賽南區國中團體A組國樂合奏、絲竹室內樂合奏、打擊樂「三特優」
- 2016年全國音樂比賽南區國中團體A組國樂合奏、絲竹室內樂合奏「雙特優」
- 2017年全國音樂比賽南區國中團體A組國樂合奏「特優」
- 2018年全國音樂比賽南區國中團體A組絲竹室內樂合奏「特優」
- 2019年全國音樂比賽南區國中團體A組國樂合奏、絲竹室內樂合奏「雙特優」
- 2020年全國音樂比賽南區國中團體A組國樂合奏、絲竹室內樂合奏「雙特優」

- 師資陣容：目前由蔡輝鵬指揮領軍，包含打擊楊絢雯老師、低音郭蓁蓁老師、拉弦王姿文老師、吹管蔡輝鵬老師、彈撥蔡育紋老師，術科陣容堅強，導師與任課老師皆由經驗豐富老師擔任，學科學習無後顧之憂！

### 游泳校隊(TRST)
- 學校方負責協助東美游泳隊辦理學生游泳競賽等相關業務
- 以並非體育班的形式組成，重視學業基礎能力培養，提倡發展游泳運動，從游泳運動中學習技能與團隊合作觀念。
- 在高雄市議長盃全國分齡游泳錦標賽、全中運、高雄市體促會游泳競賽、等比賽多次拿下個人、團體殊榮

### 體育校隊（棒球隊）
- 2006年大仁國中體育班棒球隊成立
- 2007年教育部核定設立成班。
- 2009年（98學年度）國中棒球聯賽硬式組全國賽，榮獲第六名。
- 2010年第十四屆傳福盃全國青少棒錦標賽 殿軍
- 2010年（99學年度）國中棒球聯賽硬式組全國賽 亞軍
- 2011年第一屆仁義盃中等學校棒球邀請賽 優勝
- 2011年觀護盃全國青少棒錦標賽 季軍
- 2012年第一屆桃園市長盃全國八強青少棒邀請賽 季軍
- 2012年第二屆仁義盃中等學校棒球邀請賽 優勝
- 2012年觀護盃全國青少棒錦標賽 殿軍
- 2012年新北市第一屆主委盃全國青少棒邀請賽 殿軍
- 2013年臺南市巨人盃國際青少棒錦標賽 殿軍
- 2013年臺中市金龍盃全國青少棒菁英賽 殿軍
- 2013年第七屆橋頭家長盃青少棒錦標賽 亞軍
- 2013年陽明山盃全國三級棒球錦標賽（青少棒組）冠軍
- 2013年第二屆U-15亞洲區青少年軟式棒球邀請賽 季軍
- 2014年第一屆老四川盃全國青少棒錦標賽 冠軍
- 2014年高雄市主委盃全國青少棒邀請賽 亞軍
- 2014年第一屆立德盃全國青少棒錦標賽 殿軍
- 2014年第三屆U-15亞洲區青少年軟式棒球邀請賽 第七名
- 2015年第二屆老四川盃全國青少棒錦標賽 殿軍
- 2015年中日會長盃國際青少棒邀請賽（台灣球隊）第十名
- 2016年中日會長盃國際青少棒邀請賽（台灣球隊）第八名
- 2017年第17屆泛太平洋國際青少年軟式棒球邀請賽 季軍
- 2017年中日會長盃國際青少棒邀請賽（台灣球隊）第五名
- 2018年中日會長盃國際青少棒邀請賽（台灣球隊）第三名
- 2019年新北市第八屆主委盃全國青少棒邀請賽 殿軍
- 2019年第三屆曾紀恩盃全國青少棒錦標賽 季軍
- 2019年中日會長盃國際青少棒邀請賽（台灣球隊）第四名
- 2020年新北市第九屆主委盃全國青少棒邀請賽 八強

## 行政單位

### 校長室
校長：方靜慧

### 教務處
- 教學組
- 註冊組
- 設備組
- 圖書館
- 資訊組

### 學務處（學生事務處）
- 生活教育組（生教組）
- 訓育組
- 衛生組
- 健康中心
- 體育組

### 總務處
- 事務組
- 出納組
- 文書組

### 輔導室
- 輔導組
- 特教組
- 資料組
- 資源班

### 人事室
- 人事主任

### 會計室
- 會計主任

### 其他單位及關係組織
- 學生家長會
- 課程發展委員會
- 學生獎懲委員會
- 資訊教育推廣小組（資推小組）
- 學生午餐供應委員會
- 人事評審／考績委員會
- 教師成績考核委員會
- 教師評審委員會
- 特殊優良教師遴選委員會
- 性別平等教育委員會
- 健康促進學校推行委員會
- 學生入學審查委員會
- 交通安全教育推動小組
- 國樂團家長後援會

## 生命教育
- 大仁國中校犬「超仁」原本即將面臨安樂死的流浪犬，於2013年經高雄市動保處協助認養，成為該校第一隻校犬。
- 大仁國中102年起辦理「校園友善犬計畫」，前往壽山收容所認養犬隻－「超仁」作為校犬，動物保護處協助絕育並施打狂犬病疫苗等保健措施，晶片登記飼主為校長，係校犬納入學校正式管理範疇的先驅。
- 2013年，超妹來到校園，師生無私的包容與接納。
- 校方進而以校犬為基礎，發展各種生命教育課程及活動，招募學生擔任「動物保護學習服務志工」，增加多元學習管道，教導孩子教養動物應有的責任及與動物相處之道，更在師生心中種下愛護動物、關懷社會的善良種子。
- 2017年生命教育優良學校。
- 2017年高雄市品德教育實踐學校優等獎。
- 榮獲108學年度全國生命教育特色學校

## 校友

### 教育
- 謝文斌

### 體育
- 嚴宏鈞
- 陳傑憲
- 吳建宏
- 林志洋
- 楊達翔
- 呂彥青
- 張政禹

## 地理位置
- 位於高雄市苓雅區建國一路148號。大門設於建國一路，校區鄰近福德派出所及五塊厝捷運站

大仁國中地理位置圖

## 外部連結
- 高雄市立大仁國民中學--全球資訊網[]
- 高雄市大仁國中國樂班
- 大仁國中校犬專區 （页面存档备份，存于）